# آلباتروس دی‌آر. ۲
آلباتروس دی‌آر. ۲ (به انگلیسی: Albatros_Dr.II) یک هواگرد از نوع جنگنده ساخت شرکت آلباتروس فلوکتسایک‌ورک در آلمان است.